# Caraciformes

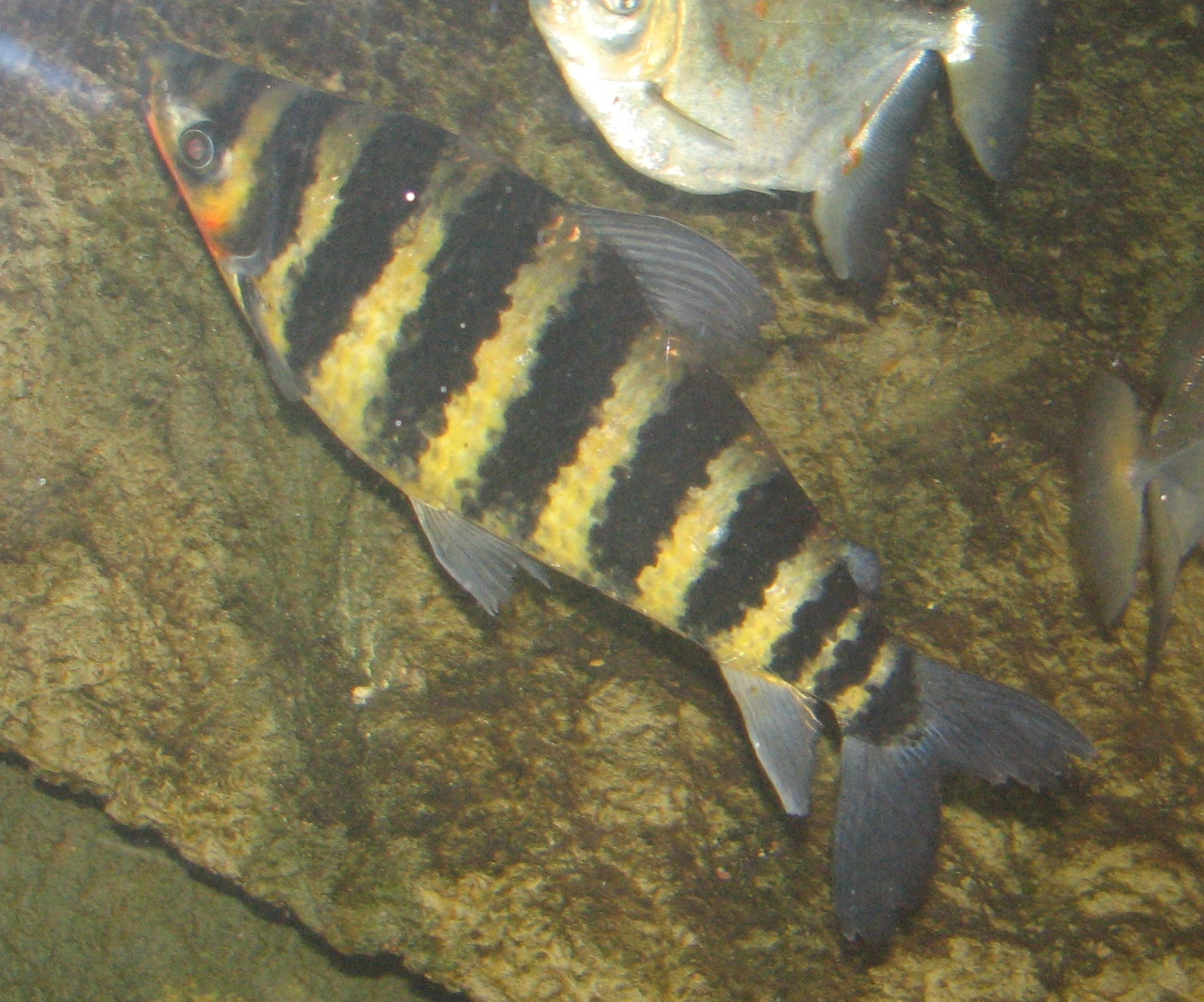
Leporinus fasciatus

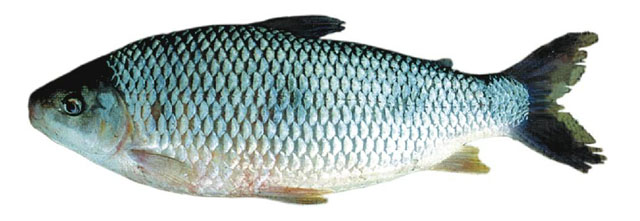
Leporinus obtusidens

Els caraciformes (Characiformes) són un ordre de peixos actinopterigis, el qual inclou les ben conegudes piranyes.

## Morfologia
- L'espècie més grossa és Hydrocynus goliath amb 1,3 m de llargària total i la més petita és Xenurobrycon polyancistrus amb 1,7 cm.[5]
- El cos està gairebé sempre cobert per escates ben definides.
- Dents generalment ben desenvolupades (la majoria d'espècies són carnívores).[6]

## Hàbitat
Viuen en rius i llacs.

## Distribució geogràfica
Hom els troba a Àfrica (al voltant de 200 espècies) i a Amèrica (amb més de 1.200 espècies des de Texas fins a l'Amèrica del Sud).

## Famílies
- Acestrorhynchidae
- Alestidae
- Anostomidae
- Characidae
- Chilodontidae
- Citharinidae
- Crenuchidae
- Ctenoluciidae
- Curimatidae
- Cynodontidae
- Erythrinidae
- Gasteropelecidae
- Hemiodontidae
- Hepsetidae
- Lebiasinidae
- Parodontidae
- Prochilodontidae[9][10][11][12][13]

## Observacions
Algunes de les seues espècies són populars com peixos d'aquari pels seus colors llampants i d'altres són un important recurs alimentari per a les comunitats humanes que viuen a les ribes dels grans rius tropicals d'Àfrica i Amèrica.